# Bulkhead Lagoon
Bulkhead Lagoon är en lagun i Belize. Den ligger i distriktet Corozal, i den nordöstra delen av landet, 110 km nordost om huvudstaden Belmopan.